# Coleraine
Coleraine (irl. Cúil Raithin) – miasto w Irlandii Północnej, w hrabstwie Londonderry, położone przy ujściu rzeki Bann do Kanału Północnego.
Liczba mieszkańców w 2003 roku wynosiła ok. 26 tys.

## Opis
Coleraine liczyło 24 634 osoby w spisie z 2011 r. Obszar Północnego Wybrzeża (Coleraine i Limavady) ma najwyższe ceny nieruchomości w Irlandii Północnej, nawet wyższe niż te w zamożnym Południowym Belfaście.
Coleraine w ciągu dnia jest miastem ruchliwym, natomiast w nocy spokojnym. Większość życia nocnego w okolicy koncentruje się na pobliskich nadmorskich kurortach Portrush i Portstewart, z trzema miastami tworzącymi połączoną strefę turystyczną znaną jako „Trójkąt”.
W Coleraine zamieszkuje jedna z największych społeczności polonijnych w Irlandii Północnej.
Coleraine znajduje się w najniższym możliwym do przekroczenia punkcie rzeki Bann, w miejscu gdzie rzeka ma szerokość 90 metrów. 
W centrum miasta stoi historyczny ratusz, który został zbudowany w 1859 roku na miejscu dawnego domu targowego.
Kościół św. Patryka w Irlandii znajduje się w centrum miasta, a w odległości spaceru znajdują się kościoły innych wyznań.
Kampus Uniwersytetu Ulster został wybudowany w latach 60. XX wieku i przyniósł miastu przestrzeń teatralną w postaci Teatru Riverside.
Miasto ma duży obszar potencjalnego rozwoju gospodarczego, zostało określone jako „główny obszar wzrostu” w Strategii Rozwoju Irlandii Północnej. W mieście rozwinął się przemysł spożywczy.